# Aaron MacKenzie
Aaron MacKenzie (* 7. März 1981 in Terrace Bay, Ontario) ist ein ehemaliger kanadischer Eishockeyspieler, der im Verlauf seiner aktiven Karriere zwischen 1998 und 2014 unter anderem 380 Spiele in der American Hockey League (AHL) auf der Position des Verteidigers bestritten hat. Darüber hinaus absolvierte MacKenzie fünf Partien für die Colorado Avalanche in der National Hockey League (NHL).

## Karriere
Aaron MacKenzie, der nie gedraftet wurde, begann seine Karriere als Eishockeyspieler bei den Thunder Bay Flyers aus der United States Hockey League (USHL), für die er in der Saison 1998/99 spielte. Die folgenden vier Jahre war er für die Eishockeymannschaft der University of Denver in der National Collegiate Athletic Association (NCAA) aktiv. Mit dem Team gewann er am Ende der Saison 2001/02 die Meisterschaft der Western Collegiate Hockey Association (WCHA) in Form der Broadmoor Trophy. Zudem wurde der Verteidiger ins Third All-Star Team der Division gewählt, ehe er im folgenden Jahr als Defensivspieler des Jahres ausgezeichnet und ins First All-Star Team berufen wurde.
Anfang Oktober 2003 wurde MacKenzie von den Worcester IceCats aus der American Hockey League (AHL), dem Farmteam der St. Louis Blues aus der National Hockey League (NHL), verpflichtet. Nach seinem ersten Jahr im professionellen Eishockey erhielt der Kanadier auch von den Blues einen Vertrag, für die er allerdings nie in der NHL spielte. Ab der Saison 2005/06 stand MacKenzie im Kader von St. Louis neuem AHL-Kooperationspartner, den Peoria Rivermen. Mitte Juli 2008 nahm die Colorado Avalanche den Abwehrspieler als Free Agent unter Vertrag und wurde bei deren Farmteam Lake Erie Monsters eingesetzt. In der Saison 2008/09 absolvierte er fünf NHL-Spiele für die Avalanche.
Da sein Vertrag mit der Avalanche im Sommer 2009 ausgelaufen war, wechselte er zu den Idaho Steelheads in die ECHL. Nach drei Spielen für diese verließ er die Organisation wieder und wurde vom HC Eaton Pardubice aus der tschechischen Extraliga unter Vertrag genommen. Mit dem Klub gewann er im Frühjahr 2010 die tschechische Meisterschaft. Für die Saison 2010/11 wurde der Defensivspieler vom österreichischen Vizemeister EHC Black Wings Linz verpflichtet. Nach nur einer Spielzeit wechselte MacKenzie in die Asia League Ice Hockey (ALIH), wo er beim japanischen Team Tōhoku Free Blades unter Vertrag stand. Im Juni 2012 wurde er als erster Spieler des neu gegründeten Franchises Denver Cutthroats aus der Central Hockey League (CHL) verpflichtet. Dort war er zwei Jahre aktiv, ehe sich der 33-Jährige aus dem professionellen Eishockey zurückzog.

## Erfolge und Auszeichnungen
| - 2002 Broadmoor-Trophy-Gewinn mit der University of Denver - 2002 WCHA Third All-Star Team - 2003 WCHA Defensive Player of the Year | - 2003 WCHA First All-Star-Team - 2010 Tschechischer Meister mit dem HC Eaton Pardubice |

## Karrierestatistik
(Legende zur Spielerstatistik: Sp oder GP = absolvierte Spiele; T oder G = erzielte Tore; V oder A = erzielte Assists; Pkt oder Pts = erzielte Scorerpunkte; SM oder PIM = erhaltene Strafminuten; +/− = Plus/Minus-Bilanz; PP = erzielte Überzahltore; SH = erzielte Unterzahltore; GW = erzielte Siegtore; 1 Play-downs/Relegation; Kursiv: Statistik nicht vollständig)